# Schneemeier Andrea
Schneemeier Andrea (1969.–) magyar művészettörténész, festőművész.

## Életpályája
1990–1996 között a Magyar Képzőművészeti Főiskola hallgatója volt; Károlyi Zsigmond oktatta.

## Díjai
- Herczeg Klára-díj (1999)[3]
- Derkovits Gyula képzőművészeti ösztöndíj (2001)[4]